# Le Zoute
Pour les articles homonymes, voir Le Zoute (homonymie).
Le Zoute (en néerlandais : Het Zoute « le salé ») fait partie de la commune de Knokke-Heist, en Belgique, en Europe du Nord. Située à quelques kilomètres de la frontière belgo-néerlandaise, c'est une station balnéaire fort fréquentée de la côte belge. En raison des prix élevés, de son activité artistique et du nombre de boutiques de luxe, Knokke-Zoute est parfois considérée comme une station balnéaire mondaine et snob : ainsi, la place Albert a été ironiquement surnommée « place M'as-tu-vu ».

## Économie
Le Zoute, commune de petite taille, est une localité relativement prospère, avec de nombreux commerces, restaurants et hôtels. La commune n'a pas d'impôts locaux.

## Historique
Le Zoute contient des villas du début du XXe siècle, de style anglo-normand, des plages privées, un casino et de nombreuses galeries d'art.
Le comte Leopold Lippens, bourgmestre de Knokke, a tenté de limiter l'afflux de touristes venant passer la journée par le tramway de la côte belge sans profiter à l'hôtellerie locale : il a pour cela proposé de déplacer la gare à plusieurs kilomètres de son emplacement actuel. Dans ses sketches, l'humoriste francophone Richard Ruben brocarde les vacanciers aisés qui se plaisent à faire gronder les moteurs de leurs véhicules de luxe dans la station. De nombreuses personnalités belges possèdent une seconde résidence dans la station balnéaire ou ont pris l'habitude d'y séjourner durant les mois d'été, comme l'artiste Roger Nellens, le couturier Edouard Vermeulen ou l'acteur Jean-Claude Van Damme.

### Genèse
Le Zoute est une fondation et un investissement de la famille Lippens. En 1784, l'ingénieur Philippe-François Lippens fait endiguer l'ancien marais salant de Zoute et conquiert sur le milieu paralique des polders. En 1800, il rachète 2500 hectares aux princes de Croÿ. Il s'agit principalement de dunes côtières. À cette époque, le village peu connu de Knokke (« coude ») compte moins de mille habitants. Les premiers touristes s'y rendent à dos d'âne depuis les gares de Blankenberge et Heist. La nature encore sauvage des lieux attire de nombreux peintres tels que Verwée. Le 1er mai 1908, Lippens fonde la Compagnie du Zoute, dans le but d'éviter l'éparpillement des biens de la famille et de l'aménagement du territoire de la ville. La gestion de l'entreprise est assurée par Raymond et Maurice Lippens. Dès le début de son existence, la compagnie impose une urbanisation linéaire le long du littoral, acceptant les investissements fonciers d'autres familles de propriétaires fonciers, telles que la famille Piers de Raveschoot.

### Urbanisme

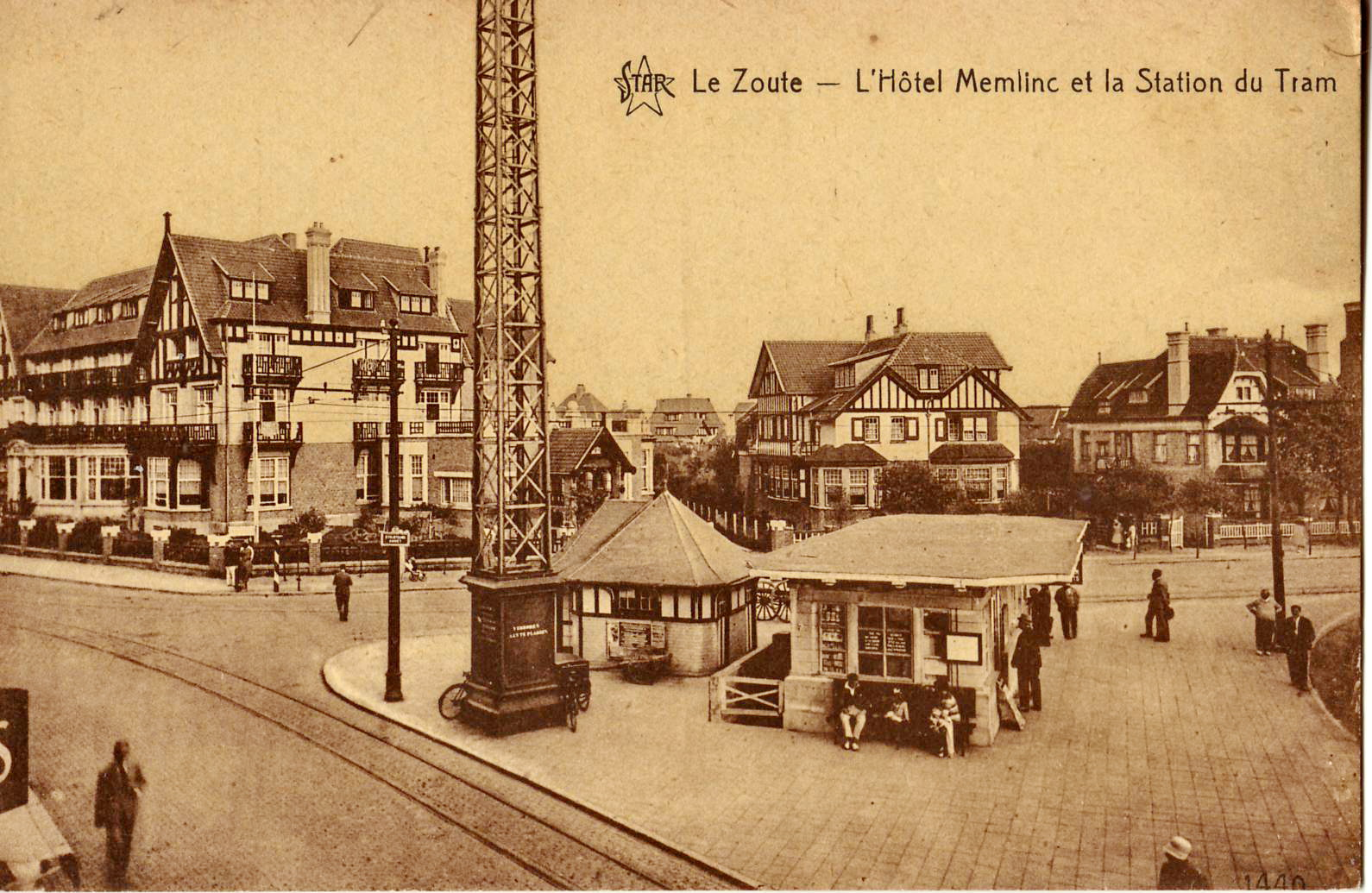
Le Zoute avant la Première Guerre mondiale, avec l'Hôtel Memlinc les rails du tramway de la côte belge.

Au début du XXe siècle, de riches ressortissants britanniques investissent aussi au Zoute et y importent leurs sports nationaux tels que le tennis et le golf, comme en témoignent encore aujourd’hui le Royal Tennis Club du Zoute et le Royal Zoute Golf Club. De cette période subsiste également une petite église anglicane. Ce nouveau mode de vie attire rapidement la grande bourgeoisie belge, et parfois aussi néerlandaise.
En tant que concepteur urbanistique, mais aussi lotisseur, la Compagnie du Zoute favorise le style anglo-normand, installe un réseau d’égouts et des infrastructures comme la piscine, le club de tennis et le club de golf, ainsi que des lieux de culte comme les différentes églises du Zoute.
Au cours du XXe siècle, de nombreuses personnalités de renommée nationale et internationale y séjournent, dont le roi Léopold III, la Reine Élisabeth de Belgique et le président américain Herbert Hoover.

## Culture

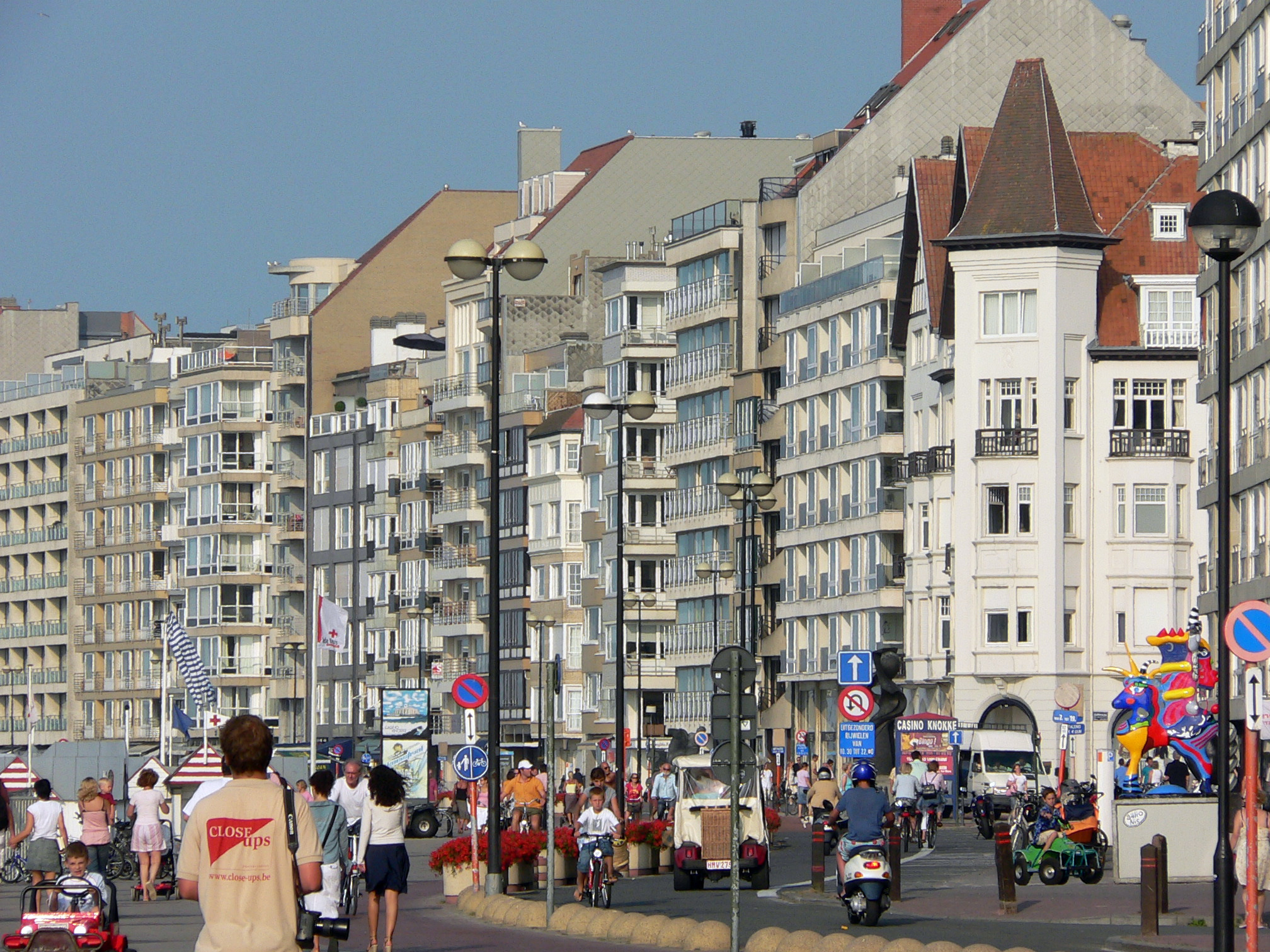
Vue de la digue du côté ouest. Une sculpture de Niki de Saint Phalle est visible à droite.

La station balnéaire accueille de grandes expositions, notamment dans son casino. Man Ray, Picasso, Dali, Chagall, Ernst, César et beaucoup d'autres y ont exposé leurs œuvres. Keith Haring, comme bien avant lui René Magritte et Paul Delvaux, a décoré les salles du casino construit par l'architecte René Stynen en 1930. Récemment, la municipalité a retenu cinq architectes internationaux, dont le bureau parisien Jacob et MacFarlane, pour élaborer un nouveau projet susceptible de drainer un tourisme culturel croissant.
On trouve également dans le jardin de l'artiste et collectionneur Roger Nellens, une maison en forme de dragon multicolore : Le Dragon de Knokke, réalisée par Niki de  Saint Phalle et Jean Tinguely en 1973. 
Entre 1949 et 1974, se tint le festival international de cinéma expérimental dénommé « EXPRMNTL », conçu par Jacques Ledoux, conservateur de la Cinémathèque royale de Belgique. Ledoux put organiser cinq éditions en 1949, 1958 (déplacée provisoirement à Bruxelles), 1963, 1967 et 1974. En 1949, afin de marquer une continuité avec l'avant-garde des années 1920, les films réalisés avant 1940 n'étaient pas en compétition (L'Étoile de mer de Man Ray, Un chien andalou de Luis Buñuel), mais avaient une fonction pédagogique. Le grand prix revint cette année-là à Motion painting n °1 d'Oskar Fischinger (1948), un pionnier des avant-gardes historiques établi aux États-Unis). En 1958, c'est Dom (pl), du polonais Walerian Borowczyk qui remporte le grand prix, tandis que le jury distinguait Stan Brakhage pour l'ensemble de son œuvre débutante. En 1963, Die parallelstrasse (« La Route parallèle », 1962) du cinéaste allemand Ferdinand Khittl obtient le grand prix : c'est une œuvre singulière réalisée par trois des signataires du Manifeste d'Oberhausen (Ferdinand Khittl;  Bodo Blüthner, scénariste et Ronald Martini, opérateur) , manifeste qui signe l'acte de naissance du Nouveau cinéma allemand (28 février 1962).
En 1967, l'expérimental nord américain domine déjà, et le festival attribue son grand prix à Wavelength de Michael Snow.
Par ailleurs, des spécialistes du dessin humoristique originaires de plus de soixante pays se rendent annuellement au Zoute, au Festival international du dessin humoristique. De juin à septembre, les caricatures de l'actualité internationale sont exposées au centre culturel Scharpoord.

## Environnement

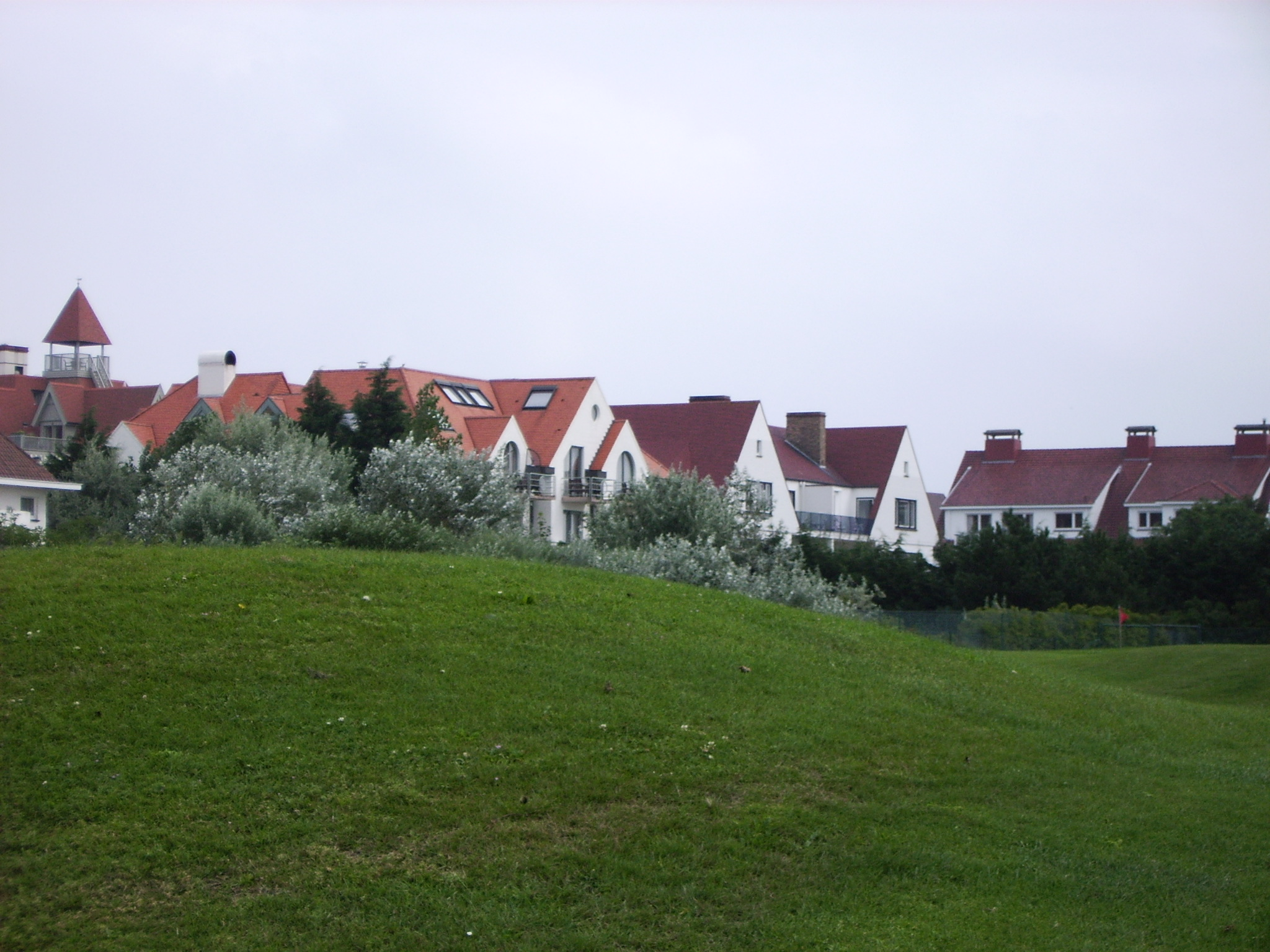
Vue depuis l'approach golf du Zoute.

Si le trait de côte est densément urbanisé, il reste en arrière-pays quelques des zones naturelles entre les terrains de golf : c'est le cas du parc naturel du Zwin, une zone de prés salés où nichent des cigognes et où les fleurs sauvages couvrent le sol en été.
De nombreuses opérations de spéculation immobilière entachent l'urbanisme de certaines parties de la station balnéaire. Le long de la digue de mer (Zeedijk) les constructions traditionnelles ont tendance à faire place à d'imposants immeubles en béton à appartements ou studios pour locations estivales.

## Le Zoute dans la chanson
- Jacques Brel a chanté Knokke-le-Zoute dans La Chanson de Jacky et Knokke-Le-Zoute Tango. La station balnéaire y apparaît comme le lieu du monde, bout du monde où l'artiste désabusé vient finir sa carrière et sa vie amoureuse. Il y a également donné un concert au casino en 1963[9].
- Le même a également chanté cette cité dans une des chansons de son dernier disque , Knokke-Le Zoute tango.
- En 1979, Jules Vanobbergen mieux connu sous le pseudonyme Grand Jojo ou Lange Jojo chez les néerlandophones fait référence à Knokke-le-Zoute dans la chanson On a soif.
- En 1983, le chanteur belge Alec Mansion chante Knock-Out à Knokke-le-Zoute dans son Album Alec Mansion. [10]
- Damien Saez fait allusion à Knokke-le-Zoute dans la chanson Jojo parue en 2019 sur l’album Le Manifeste 2016-2019. Le morceau est un hommage à Johnny Hallyday.

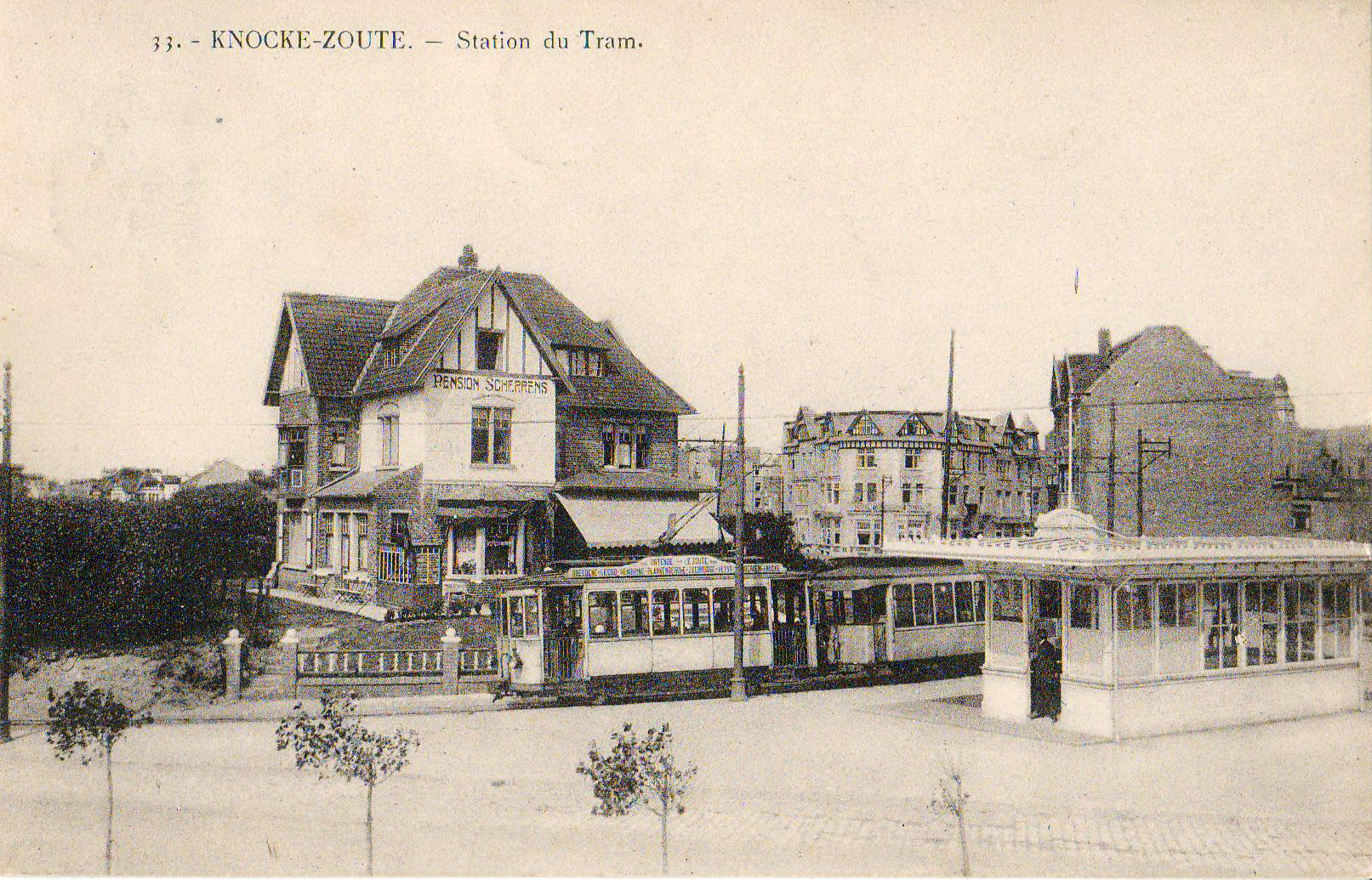
Le Zoute est desservi par le tramway de la côte belge. La carte date de l'entre-deux-guerres